# Episodi di Walker Texas Ranger (quinta stagione)

Logo della quinta stagione

La quinta stagione della serie televisiva Walker Texas Ranger, formata da 27 episodi, è stata trasmessa sul canale statunitense CBS dal 21 settembre 1996 al 17 maggio 1997.
In Italia è andata in onda in prima visione su Italia 1 dal 23 ottobre 1999 al 7 maggio 2000.
| nº | Titolo originale            | Titolo italiano           | Prima TV USA      | Prima TV Italia |
| -- | --------------------------- | ------------------------- | ----------------- | --------------- |
| 1  | Higher Power                | La prova finale           | 21 settembre 1996 | 23 ottobre 1999 |
| 2  | Patriot                     | La brigata della libertà  | 28 settembre 1996 | 23 ottobre 1999 |
| 3  | Ghost Rider                 | Il cavaliere fantasma     | 5 ottobre 1996    | 23 ottobre 1999 |
| 4  | The Brotherhood             | Il testimone              | 12 ottobre 1996   | 23 ottobre 1999 |
| 5  | Plague                      | Il codice del silenzio    | 19 ottobre 1996   | 23 ottobre 1999 |
| 6  | Redemption                  | Virus letale              | 26 ottobre 1996   | 23 ottobre 1999 |
| 7  | Codename: Dragonfly         | Nome in codice: Dragonfly | 2 novembre 1996   | 23 ottobre 1999 |
| 8  | A Silent Cry                | Un pianto silenzioso      | 9 novembre 1996   | 23 ottobre 1999 |
| 9  | Swan Song                   | Il canto del cigno        | 16 novembre 1996  | 23 ottobre 1999 |
| 10 | Cyclone                     | Il tornado                | 23 novembre 1996  | 23 ottobre 1999 |
| 11 | Lucky                       | Lucky                     | 30 novembre 1996  | 23 ottobre 1999 |
| 12 | The Deadliest Man Alive     | Il cobra                  | 14 dicembre 1996  | 23 ottobre 1999 |
| 13 | A Ranger's Christmas        | Regalo di Natale          | 21 dicembre 1997  | 23 ottobre 1999 |
| 14 | Mayday                      | A tutti i costi           | 11 gennaio 1997   | 23 ottobre 1999 |
| 15 | Last Hope                   | Il campeggio              | 18 gennaio 1997   | 23 ottobre 1999 |
| 16 | Full Contact                | La sfida finale           | 1º febbraio 1997  | 23 ottobre 1999 |
| 17 | The 99th Ranger             | Miss Ranger               | 8 febbraio 1997   | 23 ottobre 1999 |
| 18 | Devil's Turf                | La pillola del diavolo    | 15 febbraio 1997  | 23 ottobre 1999 |
| 19 | Days Past                   | Furia cieca               | 22 febbraio 1997  | 23 ottobre 1999 |
| 20 | The Trial of LaRue          | Il processo LaRue         | 8 marzo 1997      | 23 ottobre 1999 |
| 21 | Heart of the Dragon         | Il cuore del drago        | 5 aprile 1997     | 23 ottobre 1999 |
| 22 | The Neighborhood            | L'angelo del quartiere    | 26 aprile 1997    | 23 ottobre 1999 |
| 23 | A Father's Image            | Il figlio del boss        | 3 maggio 1997     | 23 ottobre 1999 |
| 24 | Sons of Thunder: Part 1 & 2 | Il figlio di Thunder      | 4 maggio 1997     | 23 ottobre 1999 |
| 25 | Sons of Thunder: Part 1 & 2 | Il figlio di Thunder      | 5 maggio 1997     | 23 ottobre 1999 |
| 26 | Texas vs. Cahill            | Il Texas contro Cahill    | 12 maggio 1997    | 23 ottobre 1999 |
| 27 | Rookie                      | Amici per la pelle        | 17 maggio 1997    | 23 ottobre 1999 |

## La prova finale
- Titolo originale: High Power
- Diretto da: Michael Preece
- Scritto da: Bob Gookin

### Trama
In un luna park un monaco buddista viene aggredito da alcuni teppisti, ma è difeso da Walker. L'anziano è in compagnia di una donna e del suo bambino e spiega che il bimbo (Davey) è probabilmente la reincarnazione del Dalai Lama che lui aveva avuto come maestro anni prima; se ciò è vero lo porterà con lui nel monastero in Tibet. Il bambino possiede in effetti alcuni poteri magici e dimostra di essere il Lama risolvendo la prova del titolo, ossia ritrova, mescolati agli altri, gli oggetti che gli erano appartenuti nella vita precedente. Ciò lo mette però in pericolo, perché il Lama aveva un nemico che, da lui sconfitto in duello, si era poi suicidato giurando vendetta: anche il suo nemico si è reincarnato e ora è un giovane guerriero che vuole catturare Davey per farlo diventare malvagio come lui. Gli aiutanti del giovane riescono a rapire però solo la madre del bimbo e il guerriero propone uno scambio: Walker accetta facendolo prima lottare contro di lui. Il guerriero, sconfitto, vorrebbe suicidarsi ma il bambino gli toglie la spada dalle mani, dimostrando così di avere perdonato il suo nemico.
- Guest star: Yuji Okumoto (Chang), John Fujioka, Julia Nickson

## La brigata della libertà
- Titolo originale: Patriot
- Diretto da: Tony Mordente
- Scritto da: Bruce Cervi and John Lansing

### Trama
Un cugino di Trivette che lavora nell'esercito scopre un problema e viene ucciso in un finto incidente d'auto. Walker e Trivette iniziano a indagare e scoprono che un sergente corrotto ruba armi nell'esercito, usate poi da un gruppo razzista, di cui anch'egli fa parte, in vari attentati. I Ranger arrestano quindi il sergente, ma il resto della banda, che si fa chiamare "La brigata della libertà", entra in uno studio televisivo e prende in ostaggio tutti i presenti, compresa Alex che era ospite di una sua amica giornalista, ordinando che il loro capo sia liberato. Il sergente viene difatti rilasciato, ma si rifiuta di liberare gli ostaggi perché vuole diffondere le sue idee in televisione e obbliga i giornalisti a filmarlo. Walker penetra nell'edificio, sconfigge una parte della banda e disinnesca le bombe, aprendo la strada a Trivette che si trova davanti l'assassino di suo cugino e lo arresta. Mentre il sergente diffonde il suo messaggio creando scandalo Walker lo sconfigge in diretta tv.

## Il cavaliere fantasma
- Titolo originale: Ghost Rider
- Diretto da: Karl Kases
- Scritto da: Nicholas Corea

### Trama
Sul luogo in cui è stato trovato un cranio Walker ha l'apparizione di un ragazzo indiano a cavallo. I Ranger iniziano a indagare e scoprono che la vittima si chiamava Billy e che ha un fratello maggiore, Tom, rinchiuso in manicomio a causa di una ferita alla testa. Egli in realtà non è pazzo, ma ha finto di esserlo per non finire ucciso e potere testimoniare, un giorno, la verità. Walker interroga il finto malato ed egli gli rivela che a uccidere suo fratello è stato il figlio di un importante uomo politico da tempo malato. Il criminale ordina ai suoi uomini di uccidere Walker, venendo rimproverato dal padre; al termine della lite il figlio getta suo padre nella piscina, facendolo morire annegato. Gli attentati intanto falliscono e il delinquente si reca al manicomio per portare via Tom con l'intenzione di ucciderlo. Il suo piano però fallisce: lo spirito di Billy guida Walker sul posto e il criminale scarica la sua pistola contro il fantasma, per poi essere arrestato.

## Il testimone
- Titolo originale: The Brotherhood
- Diretto da: Michael Preece
- Scritto da: Gordon T. Dawson

### Trama
Con la testimonianza di un uomo arrestato dai Ranger, Alex tenta di fare condannare un boss che si fa difendere dall'avvocato Gordon, il padre di Alex. Gordon, che ha problemi di alcolismo, al contrario della figlia non si fa scrupoli a difendere i delinquenti purché venga ben pagato. L'avvocato cambia però idea quando il boss manda uno dei suoi uomini a uccidere il testimone, e viene poi convinto da Alex e Walker a collaborare con loro. Walker, grazie alle informazioni di Gordon, arresta gran parte della banda, mentre l'avvocato si rende conto dei suoi errori passati e decide di rimediare. Nel frattempo sia Gordon che la figlia sfuggono a un paio di attentati e l'uomo, telefonando al boss, gli giura che passerà nuovamente dalla sua parte se gli aumenta la paga. Il criminale accetta, sparando però all'avvocato invece di pagarlo. Gordon aveva previsto la sua mossa e si era messo un giubbotto antiproiettile; il boss, accusato anche di tentato omicidio, viene infine arrestato da Walker. Gordon inizia una cura per disintossicarsi dall'alcol.

## Il codice del silenzio
- Titolo originale: Plague
- Diretto da: Tony Mordente
- Scritto da: Ron Swanson

### Trama
Walker e Trivette arrestano due trafficanti di armi che riescono a evitare la condanna, finendo però uccisi poco dopo. Alcuni indizi fanno capire ai Ranger che i responsabili sono alcuni agenti di polizia. Tre agenti corrotti, tra cui un sergente, hanno difatti preso l'abitudine di uccidere i delinquenti anziché portarli in prigione, eliminando il rischio che vengano scarcerati. Gli agenti, interrogati da Walker, negano le accuse e cercano di convincere il Ranger che quei "giustizieri", chiunque siano, stanno facendo un favore alla società. Nel frattempo Ernesto, amico di Walker, viene arrestato con l'accusa di stupro, ma il Ranger paga la cauzione facendolo uscire. Ernesto, effettivamente innocente, viene però ucciso dai tre agenti che cercano poi di eliminare Walker per non essere arrestati. Nella sparatoria uno degli agenti muore e un altro è ucciso per sbaglio dal sergente, che si suicida.

## Virus letale
- Titolo originale: Redemption
- Diretto da: Tony Mordente
- Scritto da: William T. Conway

### Trama
Una ditta che produce mangimi ne sperimenta uno in una riserva Cherokee, nonostante lo stesso mangime avesse provocato un'epidemia in un villaggio africano. Lo sciamano Aquila Bianca sembra l'unico a non fidarsi della situazione, ma in breve tempo alcune mucche muoiono e la gente della riserva si ammala bevendo il latte contaminato. L'intera zona viene quindi isolata dai militari. Pur avendo a disposizione un vaccino il medico (alleato con la ditta) decide di non curare i malati, usandoli invece come cavie per studiare lo sviluppo del virus. Walker e una dottoressa della riserva scoprono l'inganno, ma vengono catturati e chiusi in una cella frigorifera. L'epidemia peggiora e i militari ricevono l'ordine di eliminare tutti i malati, ma Walker, liberato da Aquila Bianca, lotta con loro e li sconfigge. Usando il vaccino la dottoressa salva i malati, mentre il capo della ditta finisce in prigione.

## Nome in codice: Dragonfly
- Titolo originale: Codename: Dragonfly
- Diretto da: Michael Preece
- Scritto da: Nicholas Corea e Bob Gookin

### Trama
In una base militare è stato costruito un elicottero da guerra, chiamato Dragonfly, che vola senza fare rumore e non è rintracciabile dai radar. Un uomo ruba però l'elicottero e uccide alcuni militari; il criminale viene riconosciuto come Shrader, un ex pilota dei marine e vecchio nemico di Walker. Durante la guerra del Vietnam, difatti, Shrader aveva tradito Walker e i suoi compagni facendoli finire in un agguato; ora si è messo al servizio di un boss della droga, Carlos del Vega Garcia, spacciando per lui con il Dragonfly e liberandone il fratello Ramón, finito in prigione. Nel fare ciò il delinquente uccide vari agenti e guardie del carcere. Il Generale Garrity si rivolge quindi a Walker il quale, non potendo rintracciare l'elicottero, decide di provocare Shrader per farlo uscire allo scoperto; il criminale, a bordo del Dragonfly, lo insegue quindi per ucciderlo. Shrader riesce a colpire l'auto del Ranger, ma Walker spara a sua volta sull'elicottero con un bazooka, facendolo precipitare: i due uomini si scontrano e il criminale cerca di uccidere Walker con un coltello, morendo però lui stesso.
● Guest Star: Richard Herd (General Garrity), Marshall R. Teague (Shrader), Reni Santoni (Carlos del Vega Garcia), George DelHoyo (Ramón Del Vega Garcia)

## Un pianto silenzioso
- Titolo originale: A Silent Cry
- Diretto da: Michael Preece
- Scritto da: Mitchell Schneinder

### Trama
Nelle discoteche di Dallas tre giovani criminali ubriacano e drogano alcune ragazze per poi violentarle. Tra esse c'è anche Darcy, figlia di un'amica di Walker, ma a causa della droga ingerita non riesce a identificare i colpevoli e con grande fatica Alex e il Ranger riescono a convincerla ad andare almeno in un centro di assistenza. In questa occasione Darcy scopre che anche sua madre era stata violentata. La banda continua intanto la sua attività e un'altra ragazza viene trovata morta per un errore nel dosaggio della droga. Darcy riesce a ricordare il volto di uno degli aggressori e viene tracciato un identikit, mostrato poi in televisione. Ciò mette in allarme i criminali, al punto che due di loro decidono di ucciderla prima che si ricordi tutto, mentre il terzo non vuole diventare un assassino e si impicca, ma prima avverte i Ranger del piano dei complici. I delinquenti, legata Darcy e sua madre, danno fuoco alla casa in modo che le fiamme, una volta raggiunto il fornello a gas, lo facciano esplodere simulando un incidente. I Ranger piombano sul posto e li arrestano, poi passano tra le fiamme e portano fuori le due donne prima che la casa esploda.
- Guest star: Mark Rolston (Jake Prentice)

## Il canto del cigno
- Titolo originale: Swan Song
- Diretto da: Karl Kases
- Scritto da: Liz e Luciano Comici (soggetto); Gordon T. Dawson (sceneggiatura)

### Trama
Walker una mattina arriva in paese e assiste a una rapina: tre uomini armati escono da una banca con il bottino e il quarto uomo li aspetta su un aeroplano. Uno dei tre sale e ammazza gli altri due; nello stesso istante arriva lo sceriffo e il rapinatore lo uccide. Mentre l'aeroplano decolla Walker spara con un fucile a canne mozze provocando un buco al velivolo; i due banditi riescono comunque a scappare, ma precipitano in una sperduta zona di foresta e nell'incidente uno dei due muore. Qualche anno dopo Walker intende recuperare il bottino della rapina, avendo scoperto da un suo amico che l'aeroplano usato dai banditi per la fuga, chiamato "Il canto del cigno", è stato ritrovato; Alex insiste per accompagnarlo. Walker e Alex, giunti sul posto con due guide, scoprono che nel rottame dell'aeroplano c'è il corpo di un solo pilota. Intanto alcuni ladri che li hanno seguiti uccidono le guide e ordinano a Walker di consegnare loro il bottino. Benché i delinquenti se ne vadano poi a mani vuote, dato che nel rottame non c'è traccia del denaro, Walker e Alex restano bloccati nella foresta perché i delinquenti hanno fatto scappare i loro cavalli. Dopo essere sfuggito all'aggressione di un orso, il Ranger scopre che l'altro pilota è sopravvissuto all'incidente, ma è in seguito impazzito diventando un cannibale, che in seguito ha ucciso i delinquenti. L'uomo aggredisce Walker e lo spinge giù da un pendio, poi trascina Alex nella sua grotta. Il Ranger arriva per difenderla, ma si trova in difficoltà perché è indebolito dalla caduta e dalle ferite inflittegli dall'orso. Sul posto arriva però l'orso, che assale il cannibale e lo uccide, mentre Walker e Alex guardano tutta la scena ma a loro non accade nulla.
- Guest star: Newell Alexander (Guardia Forestale Sheridan)

## Il tornado
- Titolo originale: Cyclone
- Diretto da: Tony Mordente
- Scritto da: Nicholas Corea e Bob Gookin

### Trama
Alcuni bambini, accompagnati da Alex e C.D., sono stati ricevuti dal sindaco di Dallas. Un assistente del sindaco è però alleato con alcuni criminali, che rapiscono i bambini caricando la loro corriera su un camion. C.D. tenta di ribellarsi e viene ferito; un vagabondo che ha assistito al rapimento cerca di chiamare aiuto, ma nessuno gli presta attenzione tranne Walker e Trivette, che stanno cercando la corriera. I delinquenti chiedono intanto un riscatto, ma anziché liberare gli ostaggi scavano un'enorme buca seppellendovi la corriera con Alex, C.D. e i bambini all'interno. L'assistente del sindaco si ribella e il capo della banda gli spara; l'uomo riesce tuttavia ad avvertire i Ranger. Prima che il passaggio di un tornado cancelli le tracce Walker e Trivette trovano il punto in cui è stata sepolta la corriera e salvano gli ostaggi. Il resto della banda si sta preparando a fuggire ma viene arrestato.

## Lucky
- Titolo originale: Lucky
- Diretto da: Tony Mordente
- Scritto da: Bob Gookin e Rick Husky

### Trama
Un sacerdote intende aprire una mensa per vagabondi e rifiuta di vendere il locale a un imprenditore edilizio, che manda due dei suoi uomini a ucciderlo. Il sacerdote sopravvive ma finisce in coma e i delinquenti feriscono anche Belmont, un vagabondo che li aveva sorpresi; quest'ultimo fugge abbandonando il suo cane Lucky, che Walker usa per ritrovarlo. Belmont, che si fa chiamare "il soldato" perché aveva combattuto in Corea, dichiara di potere riconoscere gli aggressori, ma essi hanno ricevuto l'ordine di ucciderlo e, non riuscendo a trovarlo, picchiano un suo amico per farlo parlare, uccidendolo. I delinquenti vengono poi arrestati dai Ranger, ma il soldato, già traumatizzato dai suoi ricordi di guerra, non regge alla morte del suo amico e decide di suicidarsi. La figlia dell'uomo, accompagnata da Trivette, riesce però a fermarlo. La testimonianza del soldato fa condannare i due aggressori e il loro capo mentre il sacerdote inaugura la mensa.
- Guest star: Burt Young (Belmont)

## Il cobra
- Titolo originale: The Deadliest Man Alive
- Diretto da: Tony Mordente
- Scritto da: Calvin Clements Jr.

### Trama
Un killer soprannominato "Il Cobra" arriva a Dallas per compiere un omicidio ed elimina inoltre il suo fornitore d'armi poiché ha deciso, finito l'affare in corso, di interrompere la sua carriera. Di conseguenza il criminale decide di eliminare tutti quelli che conoscevano la sua identità. Un agente che da anni cerca di catturare il Cobra si unisce ai Ranger e assieme a loro intuisce chi sarà la vittima: l'ambasciatore dello Stato di Israele. Egli tuttavia rifiuta la protezione dei Ranger.
Walker e l'agente iniziano a seguire l'amante del criminale, ma il Cobra uccide la donna un attimo prima dell'arrivo dell'agente suo nemico che tenta di arrestarlo ma il Cobra lo umilia e grazie al flash di una lampada lo distrae e lo butta facilmente a terra schiacciandogli poi la gola col piede, uccidendolo all'istante.
Il killer si reca in uno stadio, dove l'ambasciatore sta seguendo una partita di rugby, e si prepara a ucciderlo.
Walker, precipitandosi sul posto, affronta il criminale in un durissimo scontro dove viene pesantemente colpito e pure accoltellato ma riesce poi a farlo cadere dalla balconata dello stadio.
Il Cobra sopravvive alla caduta, ma viene ucciso da un altro delinquente prima che Walker possa interrogarlo.

## Regalo di Natale
- Titolo originale: A Ranger's Christmas
- Diretto da: Michael Preece
- Scritto da: Nicholas Corea

### Trama
Il giorno di Natale C.D. ha ospitato i bambini dell'orfanotrofio, a cui Walker racconta una storia con protagonista il Ranger Cooper. In questa storia Cooper riceve l'incarico di scortare un prigioniero (che ha aiutato alcuni banditi a fuggire dopo una rapina) fino alla città in cui si trova il carcere. Il Ranger è seguito da un indiano, deciso a vendicarsi poiché Cooper gli aveva ucciso il fratello anni prima: a rimanere ferito è però il prigioniero, che si getta davanti al Ranger per salvarlo. Cooper si ferma a casa dell'uomo, dove sua moglie lo cura, e impara che l'uomo faceva parte di una banda anni prima, che aveva cambiato vita ma il capo dei banditi, tenendo in ostaggio suo figlio neonato, lo aveva obbligato ad aiutare i suoi uomini. Il criminale ha promesso di restituire il bambino quando il suo ex complice sarà in prigione; Cooper decide invece di recuperare il neonato, ma deve promettere ai suoi genitori di non uccidere nessuno. Arrivato nella città in cui il capo della banda fa da padrone, il Ranger viene riconosciuto e catturato dai delinquenti, che lo impiccano. Cooper, salvato dall'indiano che lo seguiva, sconfigge la banda e riporta il bambino alla sua famiglia.

## A tutti i costi
- Titolo originale: Mayday
- Diretto da: Tony Mordente
- Scritto da: Rick Husky e Nicholas Corea

### Trama
Per incastrare un criminale Walker arresta un suo aiutante che dovrà poi testimoniare contro il suo capo. Per impedire ciò il boss fa mettere una bomba sull'aereo che riporta Walker a Dallas. L'esplosione non è sufficiente a distruggere l'aereo, che compie però un atterraggio d'emergenza tra le montagne. Walker e il testimone si salvano, e con loro gli altri passeggeri tra cui un bambino e una donna incinta; il boss, che viaggiava su un altro aereo, si accorge però di questo e decide di rintracciarli per ucciderli. I passeggeri, rifugiatisi in una capanna, devono fare fronte al parto anticipato della donna, ma Walker e la hostess riescono a fare nascere il neonato. Sul posto arriva il boss con i suoi aiutanti e il Ranger scappa per farsi inseguire, mentre il testimone si consegna ai criminali pur di salvare gli altri. L'arrivo di Trivette e di un altro agente lo salva, mentre Walker cattura gli altri criminali e la loro guida.
● Guest Star: Terry Kiser (Charlie)

## Il campeggio
- Titolo originale: Last Hope
- Diretto da: Rick Thorne
- Scritto da: Bob Gookin e I.B. Otto

### Trama
Charlie, il testimone dell'episodio precedente, è stato condannato a mille ore di servizio sociale; per prima cosa aiuta i Ranger che assieme ad Alex e C.D. hanno organizzato un campeggio per alcuni ragazzini. Uno di questi ragazzi è un piccolo teppista e durante una sosta ruba una valigetta piena di soldi. Giunto al campeggio Walker viene richiamato al lavoro e torna a Dallas, mentre Charlie trova la valigetta e anziché scappare con il denaro avverte gli altri. I padroni del denaro (una banda di criminali) arrivano però sul posto e, catturati C.D. e Charlie, li minacciano per farsi restituire il bottino. Mentre Alex mette in salvo i ragazzi, Trivette cattura alcuni delinquenti, ma uno di essi lo sorprende e sta per ucciderlo. Sentendosi colpevoli il teppista e un suo amico vorrebbero difendere Trivette con un arco, ma non hanno il coraggio di tirare. Il criminale è però stordito con un colpo di padella da un altro ragazzino, che diventa un eroe agli occhi dei compagni. Quest'ultimo, maltrattato dal padre, trova il coraggio di denunciarlo e l'uomo, che picchiava anche la moglie, viene arrestato dai Ranger.
● Guest Star: Terry Kiser (Charlie)

## Sfida finale
- Titolo originale: Full Contact
- Diretto da: Michael Preece
- Scritto da: Bruce Cervi e John Lansing

### Trama
Un giovane kickboxer di nome Joey è riuscito a diventare campione nel suo sport, ma è odiato dai fratelli Valen, specialmente dal maggiore, Frank, ex campione del mondo, che ha perso il titolo per l'uso di droga. L'uomo riesce a fissare un incontro tra Joey e suo fratello, Bart, anch'egli kickboxer, e per rovinare l'immagine di Joey nasconde un po' di droga nella sua borsa. L'allenatore del giovane lo scopre, ma il criminale lo uccide spezzandogli il collo. Joey viene così accusato sia dell'omicidio che del possesso di droga, ma Walker lo difende e lo allena, mentre Trivette e un altro agente indagano sulla faccenda. Nonostante gli sforzi di Walker il giovane è distrutto per la morte del suo allenatore e il giorno dell'incontro sta per essere sconfitto. Trivette arriva sul ring e annuncia che ha arrestato l'uomo che ha fornito la droga ai Valen, il quale accusa i fratelli dell'omicidio; Joey sfoga il dolore e la rabbia sul suo avversario, vincendo l'incontro. L'altro fratello, il vero colpevole, cerca di fuggire, ma viene fermato da Walker che lo porta in prigione.
● Guest Star: John Newton (Joey)

## Miss Ranger
- Titolo originale: The 99th Ranger
- Diretto da: Tony Mordente
- Scritto da: Gordon T. Dawson

### Trama
Un Ranger finisce ucciso durante una sparatoria; per sostituirlo si presentano due candidati: un giovane che viene giudicato da Trivette e una donna, Roberta, seguita da Walker. Pur avendo inizialmente un brutto carattere la donna si rivela un'abile agente; è tuttavia terrorizzata dal suo ex marito, Russell Stafford, appena uscito di prigione, che giura di volere uccidere lei e la loro bambina. Roberta vorrebbe quindi rinunciare al posto di Ranger per trasferirsi, ma l'intervento di Walker sembra spaventare il criminale e la donna riprende la prova, arrestando assieme all'altro candidato l'assassino del Ranger. L'ex marito di Roberta penetra però in casa e dopo averle fatto credere di avere ucciso sua figlia (in realtà l'ha solo nascosta) tenta di soffocare la donna. Roberta, usando alcune mosse che le aveva insegnato Walker, riesce a difendersi e il suo ex marito muore durante la lotta. La donna supera infine la prova diventando un Ranger.
- Guest star: Tammy Lauren (Roberta), Jeff Kober (Stafford)

## La pillola del diavolo
- Titolo originale: Devil's Turf
- Diretto da: Michael Preece
- Scritto da: Bob Gookin

### Trama
In una palestra l'istruttore spaccia una droga per rinforzare i muscoli, ma uno dei ragazzi ha un incidente causato dalla droga e di conseguenza muore. Dato che non è l'unico caso Walker si infiltra come supplente in una scuola dove c'è anche un agente in incognito che si finge uno studente. La classe raccoglie i peggiori elementi della scuola, considerati irrecuperabili dallo stesso preside, ma Walker riesce a farsi stimare dai ragazzi e salva inoltre una studentessa da un'aggressione; gli spacciatori picchiano però uno dei ragazzi che non aveva i soldi per pagarli (facendolo morire per sbaglio) e aggrediscono anche l'agente che stava indagando sulla palestra. Gli spacciatori, scoperto che i Ranger ormai li hanno scoperti, decidono di eliminare l'altro studente coinvolto prima che possa parlare. I Ranger arrivano in tempo a salvare il ragazzo e la sua compagna e arrestano i delinquenti, mentre tutti gli studenti, incitati da Walker, decidono di proseguire gli studi iscrivendosi al college.

## Furia cieca
- Titolo originale: Days Past
- Diretto da: Tony Mordente
- Scritto da: Nicholas Corea

### Trama
Vince Pike, un boss della malavita che era stato condannato a quarant'anni di prigione, corrompe i giudici ed esce dopo un decennio. Walker sente la notizia al telegiornale e ne resta pietrificato, senza dare nessuna spiegazione ad Alex e Trivette. C.D. spiega loro che dieci anni prima il criminale aveva ordinato un agguato contro Walker: il Ranger era rimasto solo ferito, ma la sua fidanzata Ellen era morta. La tragedia aveva sconvolto Walker rendendolo talmente violento che i suoi superiori volevano sospenderlo dal servizio, ma la situazione si era poi normalizzata con l'arresto del criminale e una vacanza di Walker presso lo sciamano Aquila Bianca. Nel frattempo il criminale vuole vendicarsi del Ranger perseguitando i suoi amici: fa picchiare C.D. mandandolo all'ospedale e Flynn, uno dei suoi uomini, fingendo di volere tradire il suo capo, attira Trivette in trappola per poi farlo investire. Trivette si salva grazie all'arrivo di Walker, che è poi vittima di un agguato assieme ad Alex. Il Ranger spara a uno degli uomini e costringe l'altro a testimoniare contro il boss, andando ad arrestarlo. Walker soffoca la rabbia per la morte della sua donna parlandone con Alex.
● Guest Star: Leon Rippy (Vince Pike), Don Harvey (Flynn), Jennifer Grant (Ellen), Frank Sotonoma Salsedo (Aquila Bianca)

## Il processo LaRue
- Titolo originale: The Trial of LaRue
- Diretto da: Michael Preece
- Scritto da: Gordon T. Dawson

### Trama
Inizia il processo contro Victor LaRue; Alex partecipa al processo, durante il quale il delinquente si finge completamente pazzo sperando di evitare la condanna, che appunto verifica se il condannato è mentalmente idoneo ad affrontare il processo finale. Ma l'inganno non funziona perché, dopo la testimonianza del suo medico personale che giudica il criminale perfettamente sano di mente, il giudice capisce la trappola. LaRue allora fingendo un raptus incontrollabile ruba la pistola all'agente che lo sorvegliava e lo uccide. Successivamente uccide un altro poliziotto, il medico che ha testimoniato contro di lui e il suo stesso avvocato difensore. La polizia si precipita così all'aula, ma LaRue non gli lascia il tempo di aprire la porta e comincia a sparare uccidendo un altro agente. Tenendo in ostaggio le altre persone presenti il condannato libera un altro criminale (Buddy Rebotco), chiede un elicottero per la fuga e pretende che Walker si presenti in aula disarmato per poterlo uccidere. Comincia a torturare nuovamente Alex e successivamente uccide anche il giudice prendendosi la sua toga. Walker, impegnato a inseguire due delinquenti, non è però rintracciabile ed è all'oscuro della faccenda. Trivette e C.D., insieme al resto dei poliziotti, cercano di risolvere la situazione, così Trivette entra nell'aula portando un televisore che il criminale aveva chiesto e diventa anch'egli un ostaggio. Nel frattempo inoltre LaRue confessa a Buddy che in realtà loro non scapperanno mai, come gli aveva invece assicurato precedentemente, perché li ucciderebbero prima, così Buddy pensa di uccidere LaRue per fargliela pagare, ma la pistola con cui spara è scarica e quindi è LaRue che lo uccide. Dopo tutte queste vittime, torture e disgrazie, nell'attesa di vendicarsi su Walker, il criminale cerca di violentare Alex, ma Walker, venuto a conoscenza della situazione, si precipita sul posto, sfonda la porta dell'aula, spara a LaRue e lo uccide. Mentre guarda il corpo di LaRue che viene trasportato via Alex ha una visione nella quale il criminale resuscita e la guarda nuovamente con l'odio negli occhi.
- Questo episodio conclude la saga di Victor LaRue, iniziata nell'episodio Cowboy e proseguita nell'episodio Il ritorno di LaRue.

## Il cuore del drago
- Titolo originale: Heart of the Dragon
- Diretto da: Michael Preece
- Scritto da: Bob Gookin

### Trama
Una statua cinese con poteri magici, raffigurante un drago, viene rubata dal capo di una setta che intende sfruttarla per dominare le altre bande sue concorrenti. Intanto uno studente la cui sorella è finita in coma ruba la statua a sua volta, convinto che possa guarirla. Non riuscendo tuttavia a fare funzionare la statua il giovane si rivolge al suo professore, ma l'uomo e sua figlia vengono catturati dai criminali, che li obbligano a dire loro dove si nasconda lo studente per potere recuperare la statua e ucciderlo. Il giovane viene trovato prima da Walker e assieme a lui sconfigge la banda, ma la statua si rompe durante la lotta: lo studente, disperato, è convinto che sua sorella non abbia più speranze, invece la bambina si risveglia all'improvviso e anche il professore, malato di tumore, guarisce miracolosamente.

## L'angelo del quartiere
- Titolo originale: The Neighborhood
- Diretto da: Eric Norris
- Scritto da: Nicholas Corea

### Trama
Un quartiere di Dallas è dominato da una banda di teppisti. Uno degli abitanti, esasperato, tenta di allontanarli dando fuoco al loro deposito di droga, ma i teppisti lo identificano e si vendicano sparandogli. A essere colpito non è però l'uomo ma la sua nipotina Kyla, che tuttavia guarisce in modo miracoloso, e al risveglio racconta a sua nonna Mabel di avere visto un angelo che l'aiuterà a interrompere la violenza. La bambina decide di dare una festa, il giorno di Pasqua, nel parco usato dalla banda come punto di ritrovo; incitati dalla piccola gli abitanti iniziano effettivamente a rendere sicuro il quartiere stabilendo delle ronde di sorveglianza e ripulendo il parco. Ciò fa infuriare i teppisti e il loro capo decide di eliminare la bambina; il giovane che le aveva sparato per sbaglio interviene però a difenderla e viene ferito al suo posto. Il capo della banda viene arrestato dai Ranger, mentre gli altri teppisti, su richiesta della bambina, si uniscono alla festa.
● Guest Star: Kyla Pratt (Kyla), Margaret Avery (Mabel)

## Il figlio del boss
- Titolo originale: A Father's Image
- Diretto da: João Fernandez
- Scritto da: Gordon T. Dawson

### Trama
Roberta, la donna diventata Ranger, si infiltra nella casa di un mafioso fingendosi un insegnante per suo figlio; la sua missione è in realtà quella di accedere al computer del boss, su cui segna i suoi traffici, per copiarne il contenuto e poterlo arrestare. La donna scopre che il mafioso, oltre ad avere sequestrato il bambino (affidato alla madre dopo il divorzio), lo maltratta per farlo diventare "un vero uomo" come lui. Il boss assume due killer per uccidere la sua ex moglie e Walker, ma il bambino rivela la cosa a Roberta, che avverte i Ranger. Walker e Trivette salvano la donna e arrestano i due assassini: Roberta intanto è riuscita a copiare la memoria del computer, ma viene scoperta dall'attuale moglie del boss, ed egli intende ucciderla. Walker e Trivette piombano sul posto e il mafioso, finito a terra durante la lotta, cerca di farsi dare la pistola dal figlio, ma il bambino consegna l'arma ai Ranger facendolo arrestare. 
- Guest star: Tammy Lauren (Roberta)

## Il figlio di Thunder
- Titolo originale: Sons of Thunder: Part 1 & 2
- Diretto da: Aaron Norris
- Scritto da: Chuck e Aaron Norris (soggetto); Bob Gookin (sceneggiatura)

### Trama
Un delinquente in fuga è inseguito sia dai Ranger che dalla Polizia. Il criminale cerca di fuggire su una mongolfiera prendendo in ostaggio la moglie di Thunder Malloy, un noto e apprezzato pastore protestante, che vi era sopra. Walker e il detective della polizia Carlos Sandoval lo inseguono con un'altra mongolfiera, arrestandolo. Il pastore Thunder muore però improvvisamente d'infarto durante una partita di softball e Trent, il suo figlio maggiore, rientra dall'esercito. Trent pensa di gestire la chiesa, ma l'impegno viene preso da Roscoe Jones, un amico e collega del padre. Non volendo tuttavia abbandonare la famiglia il giovane decide di lasciare l'esercito e trova lavoro in un centro commerciale. Qui incontra Carlos, suo amico d'infanzia, che vorrebbe farlo entrare nella polizia, ma Trent rifiuta poiché è contrario all'uso delle armi (a causa di un incidente avvenuto anni prima), che sostituisce con le arti marziali. Un poliziotto intanto viene ucciso e il fatto si ripete con altri due. Trent impartisce lezioni di difesa al primo dei suoi tre fratelli minori, perseguitato dai bulli. Walker e Trivette iniziano la caccia al serial killer, intuendo che la morte degli agenti di polizia fa parte di una vendetta. Durante le indagini Trivette viene però ferito e viene operato d'urgenza. Nel frattempo anche Carlos finisce nel mirino del killer, ma Trent lo salva spingendolo via. L'assassino viene riconosciuto da Carlos come un ex poliziotto che, finito in prigione per i suoi metodi violenti, vuole vendicarsi dei suoi ex colleghi che non l'avevano difeso al processo. Il killer tenta nuovamente di uccidere Carlos e ferisce Walker, che era accorso per difenderlo. Trent lotta con il delinquente rischiando di cadere da un palazzo assieme a lui. Walker e Carlos afferrano però il loro amico, mentre il criminale precipita nel vuoto e muore. All'ospedale Trivette si riprende. Trent vorrebbe fare l'investigatore privato, ma Walker gli suggerisce di sfruttare la sua abilità nelle arti marziali aprendo una palestra e lo aiuta a sistemare allo scopo un vecchio magazzino. Trent inaugura quindi la palestra, che ha tra gli allievi anche suo fratello, senza rinunciare a fare l'investigatore come secondo lavoro.
● Guest Star: Ed Bruce (Reverendo Thunder Malloy), Tess Harper (Katie Malloy), John Amos (Pastore Roscoe Jones)
● In questo episodio appaiono per la prima volta James Wlcek e Marco Sanchez che diventano parte del cast regolare per questa stagione e le successive due, rispettivamente nel ruolo di Trent Malloy e di Carlos Sandoval.

## Il Texas contro Cahill
- Titolo originale: Texas vs. Cahill
- Diretto da: Michael Preece
- Scritto da: Gleen A. Bruce e Bob Gookin

### Trama
Alex cerca di fare condannare Lane Tillman, un delinquente difeso da un suo ex fidanzato, anch'egli avvocato. Quest'ultimo si presenta poi a casa di Alex dicendosi disposto a tradire il suo cliente. Alex, che era stata drogata, si risveglia accanto al cadavere dell'uomo e viene arrestata, poiché ci sono le sue impronte sull'arma del delitto. Suo padre Gordon si presenta come avvocato difensore della figlia, collaborando inoltre con i Ranger in attesa del processo. Walker sospetta che il vero colpevole possa essere il criminale che aveva litigato con il suo stesso avvocato, oltre ad avere interesse a incastrare Alex. Intanto la donna fa amicizia con la sua compagna di cella, che a sua volta la salva dall'aggressione di altre detenute. Il giorno del processo, mentre Gordon si impegna a dimostrare l'innocenza di sua figlia, Walker riceve dalla sorella della vittima una videocassetta che mostra la verità. L'avvocato non voleva tradire il proprio cliente, ma era stato convinto da quest'ultimo a drogare Alex per farsi fotografare a letto con lei, creando uno scandalo che danneggiasse il processo; il delinquente però aveva preferito ucciderlo, scaricando la colpa su Alex. Grazie alla prova la donna viene rilasciata e i Ranger arrestano il vero colpevole; Alex convince il padre a ottenere un nuovo processo per l'ex compagna di cella, falsamente accusata di traffico di droga, in cui sarà lui a difenderla.
- Guest star: Christopher Allport (Tony Seville), Rod Taylor (Gordon Cahill), Robert Forster (Lane Tillman)

## Amici per la pelle
- Titolo originale: Rookie
- Diretto da: Tony Mordente
- Scritto da: Nicholas Corea

### Trama
Joey, un giovane kickboxer amico di Walker (che era apparso nell'episodio La Sfida Finale), ha superato l'esame per entrare in Polizia. Il giovane riceve l'incarico di arrestare uno spacciatore di droga, Vic Solano, che era suo amico da bambino, oltre a Brown, il boss che lo comanda. Fingendo di essere uno spacciatore Joey riesce ad avvicinare il suo amico, che non fidandosi di lui lo mette alla prova ordinandogli di uccidere un altro delinquente. L'uomo, avvertito dai Ranger, viene dotato di un giubbotto antiproiettile, ma in seguito rivela la verità allo spacciatore. Quest'ultimo lo uccide e vorrebbe eliminare anche Joey, ma quando il poliziotto gli promette clemenza in cambio delle prove e della testimonianza contro Brown, Solano non ha il coraggio di farlo, anzi lo difende dal boss. In seguito allo scontro a fuoco che ne scaturisce lo spacciatore si prende la pallottola destinata a Joey, finendo così ucciso dal boss (ucciso poi a sua volta da Walker) ma riesce a salvare il suo amico.
● Guest Star: John Newton (Joey)